# Paralleltransport

Paralleltransport eines Vektors auf der Kugeloberfläche entlang eines geschlossenen Weges von A nach N und B und wieder zurück nach A. Der Winkel, um den der Vektor dabei gedreht wird, ist proportional zur eingeschlossenen Fläche innerhalb des Weges.

In der Differentialgeometrie bezeichnet Paralleltransport (englisch parallel transport bzw. parallel translation) oder Parallelverschiebung ein Verfahren, geometrische Objekte entlang glatter Kurven in einer Mannigfaltigkeit zu transportieren. Tullio Levi-Civita erweiterte 1917 die riemannsche Geometrie um diesen Begriff, der dann zur Definition des Zusammenhangs führte.
Wenn die Mannigfaltigkeit eine kovariante Ableitung (im Tangentialbündel) besitzt, dann kann man Vektoren in der Mannigfaltigkeit entlang von Kurven so transportieren, dass sie bezogen auf den zur kovarianten Ableitung gehörenden Zusammenhang parallel bleiben. Entsprechend kann man zu jedem Zusammenhang einen Paralleltransport konstruieren. Ein Cartan-Zusammenhang erlaubt sogar das Liften von Kurven aus der Mannigfaltigkeit in das zugehörige Prinzipalbündel. Eine solche Kurvenliftung erlaubt den Paralleltransport von Bezugssystemen, das heißt den Transport einer Basis von einem Punkt zum anderen. Der zu einem Zusammenhang gehörende Paralleltransport erlaubt also in gewisser Weise, die lokale Geometrie einer Mannigfaltigkeit entlang einer Kurve zu bewegen.
Genau wie sich aus einem Zusammenhang ein Paralleltransport konstruieren lässt, lässt sich umgekehrt aus einem Paralleltransport ein Zusammenhang konstruieren. Insofern ist ein Zusammenhang ein infinitesimales Analogon zu einem Paralleltransport beziehungsweise ein Paralleltransport die lokale Realisierung eines Zusammenhangs. Neben der lokalen Realisation eines Zusammenhangs liefert ein Paralleltransport auch eine lokale Realisation der Krümmung, die Holonomie. Der Satz von Ambrose-Singer macht diese Beziehung zwischen Krümmung und Holonomie explizit.

## Paralleles Vektorfeld
Sei {\displaystyle I\subseteq \mathbb {R} } ein Intervall und {\displaystyle M} eine differenzierbare Mannigfaltigkeit mit Zusammenhang {\displaystyle \nabla }.
Ein Vektorfeld {\displaystyle V\colon \ I\to T_{\gamma (t)}M} entlang einer Kurve {\displaystyle \gamma \colon \ I\to M} heißt parallel entlang {\displaystyle \gamma }, falls {\displaystyle \nabla _{\gamma '(t)}V(\gamma (t))=0} für alle {\displaystyle t} gilt.
Ein Vektorfeld heißt parallel, falls es parallel bezüglich jeder Kurve in der Mannigfaltigkeit ist.

## Paralleltransport
Sei {\displaystyle M} eine differenzierbare Mannigfaltigkeit, {\displaystyle \gamma \colon \ I\to M} eine Kurve und {\displaystyle t_{0},t_{1}\in I} zwei reelle Zahlen. Dann existiert zu jedem {\displaystyle v_{0}\in T_{\gamma (t_{0})}M} ein eindeutiges paralleles Vektorfeld {\displaystyle V\colon M\to TM} entlang {\displaystyle \gamma }, so dass {\displaystyle v_{0}=V(\gamma (t_{0}))} gilt. Mit Hilfe dieser Existenz- und Eindeutigkeitsaussage kann man die Abbildung, welche man Paralleltransport nennt, definieren:
Die Abbildung
{\displaystyle {\begin{aligned}P_{\gamma (t_{0}),\gamma (t_{1})}\colon \ T_{\gamma (t_{0})}M\to T_{\gamma (t_{1})}M,\quad v_{0}\mapsto V(\gamma (t_{1})),\end{aligned}}}
welche einem Vektor {\displaystyle v_{0}\in T_{\gamma (t_{0})}M} sein eindeutiges paralleles Vektorfeld {\displaystyle V} ausgewertet an der Stelle {\displaystyle \gamma (t_{1})} zuordnet.
Die Existenz und Eindeutigkeit folgt aus der Eigenschaft von Anfangswertproblemen linearer gewöhnlicher Differentialgleichungssysteme, dessen eindeutige Lösung gemäß der globalen Version des Satzes von Picard-Lindelöf global für alle Zeiten existiert.

### Für den Levi-Civita-Zusammenhang
Wichtigster Spezialfall für den Paralleltransport ist der Transport eines Tangentialvektors entlang einer Kurve auf einer riemannschen Mannigfaltigkeit, wobei der Zusammenhang der Levi-Civita-Zusammenhang ist.
Konkret: Ist {\displaystyle v_{0}\in T_{p}M} ein Tangentialvektor am Punkt {\displaystyle p} und {\displaystyle \gamma (t)} eine glatte Kurve mit {\displaystyle \gamma (0)=p}, so heißt ein Vektorfeld {\displaystyle v(t)} entlang {\displaystyle \gamma }, d. h. mit {\displaystyle v(t)\in T_{\gamma (t)}M}, genau dann Paralleltransport von {\displaystyle v_{0}}, wenn gilt:
1. {\displaystyle \nabla _{\gamma '(t)}v(t)=0}
2. {\displaystyle v(0)=v_{0},}

wenn also die kovariante Ableitung von {\displaystyle v(t)} entlang {\displaystyle \gamma } verschwindet.
Hierbei handelt es sich um ein lineares Anfangswertproblem 1. Ordnung, von dem man die Existenz und Eindeutigkeit einer Lösung zeigen kann (s. o.).
Der Betrag eines Vektors, der parallel verschoben wird, ist konstant:
{\displaystyle {\frac {d}{dt}}g(v(t),v(t))=2g(\nabla _{\gamma '(t)}v(t),v(t))=2\cdot 0=0.}

### Entlang einer Geodätischen
Im Falle, dass {\displaystyle \gamma } eine Geodätische ist, hat der Paralleltransport besondere Eigenschaften.
Beispielsweise ist der Tangentialvektor einer proportional zur Bogenlänge parametrisierten Geodätischen selbst parallel:
{\displaystyle \nabla _{\gamma '(t)}\gamma '(t)=0}
Denn dies war genau die Definition einer Geodätischen auf einer riemannschen Mannigfaltigkeit.
Der Winkel zwischen dem Tangentialvektor der Geodäte und dem Vektor ist konstant, da die Beträge beider Vektoren ebenfalls konstant sind (siehe oben).
{\displaystyle {\frac {d}{dt}}g(v(t),\gamma '(t))=g(\nabla _{\gamma '(t)}v(t),\gamma '(t))+g(v(t),\nabla _{\gamma '(t)}\gamma '(t))=0+0=0.}

### In euklidischen Räumen
Im euklidischen Raum {\displaystyle \mathbb {R} ^{n}} ist die kovariante Ableitung die normale Ableitung in eine bestimmte Richtung. Sie verschwindet, wenn {\displaystyle v(t)}, abgesehen vom Basispunkt konstant ist, d. h., wenn alle Vektoren {\displaystyle v(t)} parallel sind.
Der Paralleltransport ist also eine Verallgemeinerung der Parallelverschiebung eines Vektors entlang einer Kurve.